# Pleurodema somuncurense
Espèce
Synonymes
- Telmatobius somuncurensis Cei, 1969
- Somuncuria somuncurensis (Cei, 1969)

Statut de conservation UICN

 CR B2ab(iii,iv) : 
En danger critique
Pleurodema somuncurense est une espèce d'amphibiens de la famille des Leptodactylidae.

## Répartition
Cette espèce est endémique de la province de Río Negro dans la Patagonie argentine. Elle se rencontre entre 500 et 700 m d'altitude sur le plateau basaltique de Somuncurá dans le département de Valcheta,.

## Étymologie
Son nom d'espèce, composé de somuncur[á] et du suffixe latin -ensis, « qui vit dans, qui habite », lui a été donné en référence au lieu de sa découverte, le plateau basaltique de Somuncurá.

## Publication originale
- Cei, 1969 : The Patagonian Telmatobiid Fauna of the Volcanic Somuncura Plateau of Argentina. Journal of Herpetology, vol. 3, n. 1/2, p. 1-18.